# Záhoří u Veselí nad Lužnicí

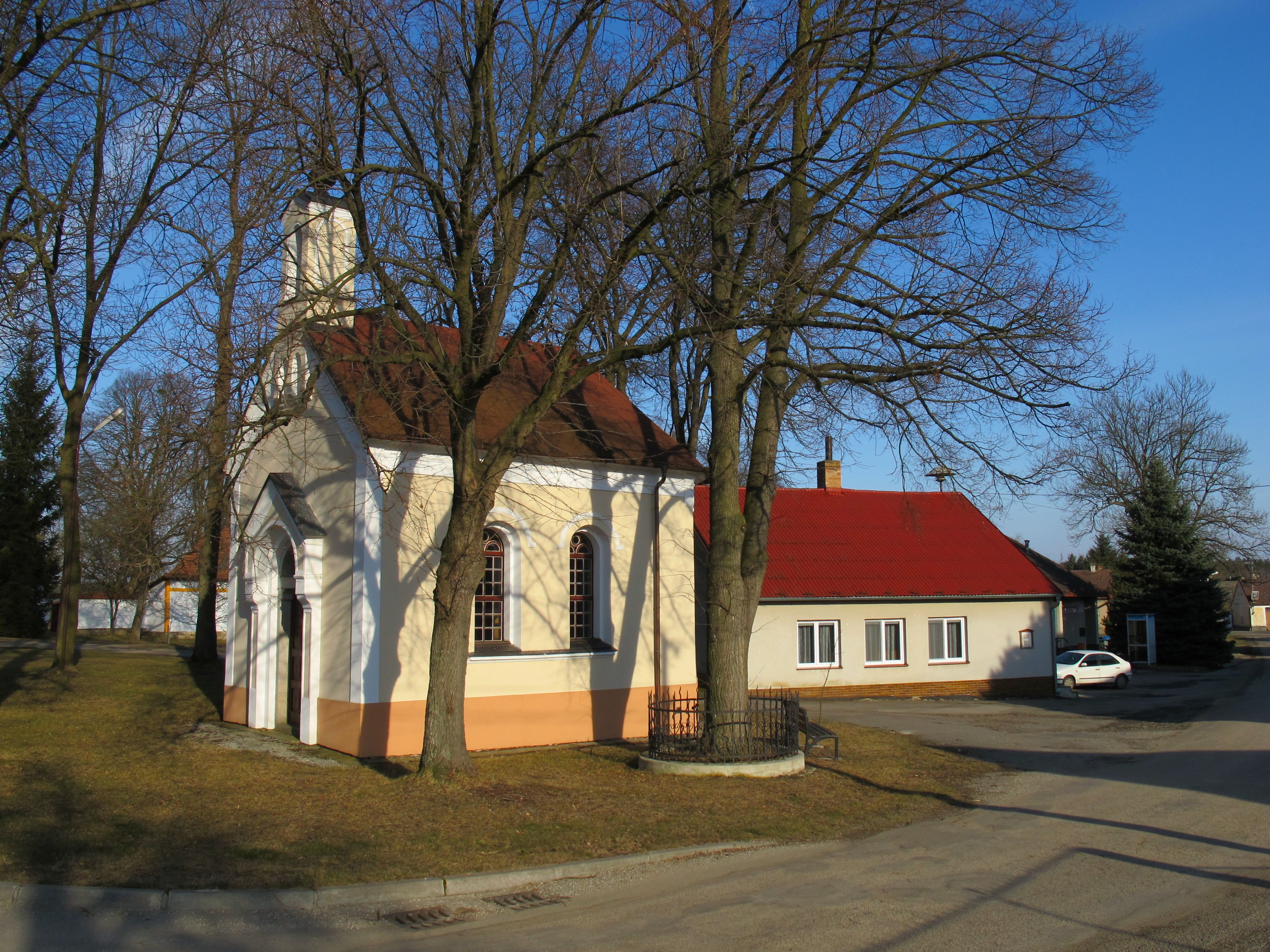
Kirche

Záhoří (deutsch Zahorsch) ist eine Gemeinde in Tschechien. Sie liegt acht Kilometer südöstlich von Soběslav und gehört zum Okres Jindřichův Hradec.

## Geographie
Záhoří befindet sich im Quellgebiet des Doňovský potok in einer Hügellandschaft am Rand des Wittingauer Beckens in Südböhmen. In der Umgebung des Dorfes liegen mehrere Teiche. Im Süden verläuft die Eisenbahntrasse von Jindřichův Hradec nach Veselí nad Lužnicí, auf den Fluren von Záhoří liegt die Bahnstation Doňov.
Nachbarorte sind Lžín im Norden, Višňová im Osten, Pleše im Südosten, Vřesná im Süden, Újezdec im Südwesten sowie Doňov im Westen.

## Geschichte
Die erste urkundliche Erwähnung von Záhoří erfolgte in der ersten Hälfte des 14. Jahrhunderts. Der im 13. Jahrhundert gegründete Ort gehörte ursprünglich dem Geschlecht von Neuhaus und gelangte bei einer Teilung an die Herren von Ústí. Im 15. und 16. Jahrhundert wechselten mehrmals die Besitzer. 1511 erwarb Peter IV. von Rosenberg Záhoří und bezahlte 1528 mit dem Dorf eine Schuld bei der Stadt Soběslav.
Bis 1672 blieb Záhoří im Besitz der Stadt Soběslav, danach gelangte der Ort an die Schwarzenberger. 1735 wurde Záhoří zusammen mit Vřesná an den Grafen Knefstein verkauft, der die Dörfer seiner Herrschaft Kardašova Řečice anschloss. Nach der Ablösung der Patrimonialherrschaften wurde Záhoří 1848 zur selbstständigen Gemeinde.
1887 erfolgte der Bau der Eisenbahn. In Záhoří entstand eine Bahnstation, die jedoch den Namen der benachbarten Gemeinde Doňov erhielt. In den 1950er Jahren erfolgte die Eingemeindung nach Kardašova Řečice. Nach der Samtenen Revolution löste sich Záhoří dort wieder los und wurde wieder eigenständig.

## Gemeindegliederung
Für die Gemeinde Záhoří sind keine Ortsteile ausgewiesen.

## Sehenswürdigkeiten
- Kapelle des Hl. Bartholomäus am Dorfplatz, erbaut in der Mitte des 19. Jahrhunderts

## Söhne und Töchter der Gemeinde
- Josef Mixa (* 1921), tschechischer Schauspieler